# Anairetes alpinus
Anairetes alpinus е вид птица от семейство Tyrannidae. Видът е застрашен от изчезване.

## Разпространение
Видът е разпространен в Боливия и Перу.